# Boxenstopp-Route
Die Boxenstopp-Route ist ein Radfernweg, der auf einer Strecke von rund 300 Kilometern als Rundweg durch das Oldenburger Münsterland im Bundesland Niedersachsen führt. Der Radfernweg verläuft durch die Landkreise Cloppenburg und Vechta. Die Boxenstopp-Route für Radler führt durch ebenes Gelände auf fast ausschließlich verkehrsarmen Landstraßen, welche überwiegend asphaltiert sind. Parallel zur Route für Radfahrer verläuft die gleichnamige Autostrecke, auf der dieselben touristischen Stationen angesteuert werden können.

## Entstehungsgeschichte
Im Jahr 2004 wurde die Radwanderroute konzipiert. Die Realisierung der Boxenstopp-Route erfolgte in enger Zusammenarbeit mit der Arbeitsgemeinschaft Urlaub und Freizeit auf dem Lande e. V., der Institution für Bauernhofferien in Niedersachsen. 120 überwiegend landwirtschaftliche Betriebe bieten darin ein vielfältiges Angebot von Hofläden, Hofübernachtungen, Bauerngärten, Gastronomie und landschaftlich wie kulturtouristisch attraktive Stationen an. Landschaftlich sind besonders die Moor- und Geestlandschaften, Flussläufe und Kanäle, Wiesen, Wälder, die Dammer Berge, der Dümmer See und die Thülsfelder Talsperre interessant. Die offiziell als Touristikstraße anerkannte „Boxenstopp-Route“ vernetzt diese Angebote.
Die Boxenstopp-Route wurde durch Mittel der Europäischen Union zur Entwicklung der Landwirtschaft und des ländlichen Raums im Rahmen des Programms PROLAND gefördert.

## Erholungsgebiete

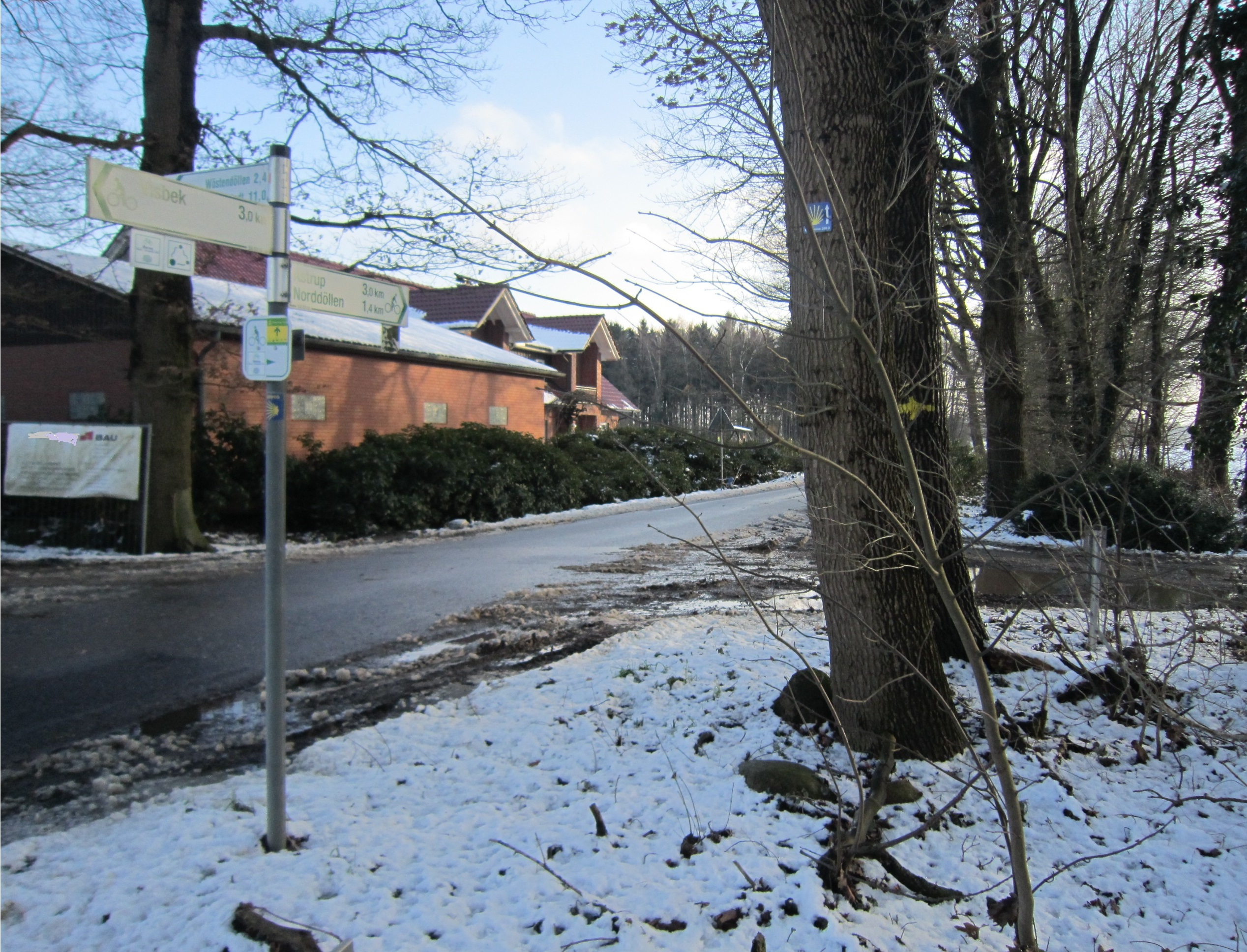
Kreuzung zweier Jahrhunderte alter Fernwege: Reuterweg (von links nach rechts) und Pickerweg (entlang der asphaltierten Boxenstopp-Route von vorne nach hinten) bei Visbek

Die Boxenstopp-Route führt durch fünf Erholungsgebiete, zu denen sich die Gemeinden und Städte in den Landkreisen Cloppenburg und Vechta zusammengeschlossen haben: Die Erholungsgebiete Barßel-Saterland, Thülsfelder Talsperre und Hasetal im Landkreis Cloppenburg sowie die Erholungsgebiete Nordkreis Vechta und Dammer Berge im Landkreis Vechta.

## Aktionen
In den Sommern 2006 und 2007 wurde die Aktion Ährensache durchgeführt. Mitglieder der Landvolkverbände, Jugendorganisationen, Vereine, aber auch einzelne Familien errichteten an geeigneten Stellen, oft an Ortseingängen Skulpturen aus Heu und/oder (Stroh)puppen. Diese thematisierten in z. T. humoristischer Art und Weise Szenen der Arbeit in ländlicher Lebensumwelt.